# Вечорниці Стевена
Вечорниці Стевена (Hesperis steveniana) — вид квіткових рослин родини капустяних (Brassicaceae).

## Біоморфологічна характеристика
Це дворічна рослина 40–80 см заввишки. Листки вкриті довгими і короткими простими волосками, з великою домішкою розгалужених коротких і довгих; нижні листки на довгих ніжках ліруваті. Пелюстки лілові, рожеві, іноді білі, 18–22 мм завдовжки. Стручки б. м. волосисті, до майже голих.

## Поширення
Росте у Європі: Крим і Краснодарський край.
В Україні росте у ялівцевих лісах, серед чагарників — на ПБК, звичайно.